# Duas Barras
Duas Barras è un comune del Brasile nello Stato di Rio de Janeiro, parte della mesoregione del Centro Fluminense e della microregione di Nova Friburgo.